# تیم ملی والیبال مردان امارات متحده عربی
تیم ملی والیبال مردان امارات نماینده امارات متحده عربی در تورنمت‌های بین‌المللی و دوستانه است. این تیم در حال حاضر در رنکینگ جهانی رتبه ۶۵ام را دارا است.